# Otto Franz Georg Schilling
Otto Franz Georg Schilling (* 3. November 1911 in Apolda; † 20. Juni 1973 in Highland Park, Illinois) war ein deutsch-US-amerikanischer Mathematiker, der sich mit Algebra beschäftigte.

## Leben und Wirken
Schilling war der Sohn eines Glockengießer-Meisters (Glockengießerei in Apolda) und ging in Apolda auf das Gymnasium. Ab 1930 studierte er an der Universität Jena, der Universität Göttingen (bei Emmy Noether) und der Universität Marburg Mathematik. 1935 wurde er in Marburg promoviert bei Helmut Hasse mit einem Thema (Über gewisse Beziehungen zwischen der Arithmetik hyperkomplexer Zahlsysteme und algebraischer Zahlkörper, Mathematische Annalen Bd. 111, 1935, S. 372–398.), das Emmy Noether angeregt hatte. Danach war er als Post-Doc am Trinity College der Cambridge University und 1935 bis 1937 am Institute for Advanced Study. Danach war er mit einem Stipendium an der Johns Hopkins University und ab 1939 Instructor an der University of Chicago. 1943 wurde er dort Assistant Professor, 1945 Associate Professor und 1958 erhielt er dort eine volle Professur. Ab 1961 war er Professor an der Purdue University, wo er bis zu seinem Tod blieb.
Schilling beschäftigte sich zum Beispiel (teilweise mit  Hasse) mit Divisionsalgebren und der Arithmetik von Funktionenkörpern, Bewertungstheorie.
Er sollte nicht mit dem Mathematiker (Geometrie) Otto Bernhard Schilling (1890–1945, Professor in Dresden) verwechselt werden.
Zu seinen Doktoranden zählen Harley Flanders und Anatol Rapoport.
Für seine Brüder, Friedrich Wilhelm Schilling und Franz Schilling, beides bedeutende Glockengießer, berechnete er die ideale Geometrie für die Glockenrippen.

## Schriften
- Theory of Valuations, American Mathematical Society 1950
- mit W. Stephen Piper: Basic Abstract Algebra, Boston, Allyn and Bacon 1975
- Herausgeber: Arithmetic Algebraic Geometry (Konferenz Lafayette/Indiana 1963), Harper and Row 1965

## Quelle
- Renate Tobies: Biographisches Lexikon in Mathematik promovierter Personen, 2006